# Vitinho (Fußballspieler, März 1998)
Vitinho, bürgerlich Victor Hugo Santana Carvalho (* 24. März 1998 in São Paulo), ist ein brasilianischer Fußballspieler.

## Karriere
Vitinho wechselte 2011 in die Jugend von Palmeiras São Paulo. Im April 2016 unterschrieb er einen bis Ende 2021 gültigen Profivertrag und rückte in den Profikader auf. In der Saison 2016 kam Vitinho zu zwei Einwechslungen in der Série A und wurde brasilianischer Meister.
Nachdem Vitinho in der Staatsmeisterschaft von São Paulo 2017 zu zwei und in der Série-A-Spielzeit 2017 zu keinem Einsatz gekommen war, wechselte er im Juli 2017 auf Leihbasis für die Saison 2017/18 zur zweiten Mannschaft des FC Barcelona. Anschließend besaß der FC Barcelona eine Kaufoption. Dort kam Vitinho auf 25 Einsätze in der Segunda División, in denen er einen Treffer erzielte.
Nach dem Ende der Leihe kehrte Vitinho zu Palmeiras zurück, wurde aber in keinem Pflichtspiel eingesetzt. Im Januar 2019 wechselte er auf Leihbasis zur AD São Caetano. Dort kam er auf 10 Einsätze in der Staatsmeisterschaft von São Paulo, in denen er 2 Tore erzielte. Im April kehrte Vitinho zu Palmeiras zurück und wechselte im August auf Leihbasis zum CA Bragantino (seit 2020 Red Bull Bragantino). Dort kam er zu 9 Einsätzen in der Série B und stieg mit dem Verein als Meister in die Série A.

## Erfolge
- Meister der Série B und Aufstieg in die Série A: 2019
- Brasilianischer Meister: 2016, 2018